# Фуками, Рика
Рика Фуками (深見 梨加 Фуками Рика, ранее 深見 理佳 Фуками Рика; род. 8 августа 1963) — японская сэйю. Наиболее известная своей ролью Минако Айно в аниме «Сейлор Мун».

## Биография
Родилась в префектуре Сайтама. Работает на агентство BIBO. Дебют состоялся в аниме Tokimeki Tonight в 1986 году.
Имеет диплом гипнотерапевта.

## Роли

### Аниме
- Black Heaven (Хамиль)
- Crest of the Stars (Spoor Aron Sekpadao Letopanyu Peneju (Spaurh aronn Saicspath Nimh Laitpanr Painaigh))
- Digimon Frontier (Офанимон)
- Final Fantasy XII (Фран)
- Futari wa Pretty Cure (Рэгинэ)
- Lucky Star (Блондинка из магазина)
- Macross Plus (Мюнг Фанг Лонэ)
- Mobile Suit Victory Gundam (Хэлен Джексон)
- Naruto (Нацухи)
- New Cutie Honey (Дайко Хаями)
- Record of Lodoss War (Риара)
- Сейлор Мун (Минако Айно/Сейлор Венера)
- The 9 Sailor Soldiers Get Together! Miracle in the Black Dream Hole (Сейлор Венера)
- Wedding Peach (Аквелда)
- Yaiba (Кагуя-химэ)

### Фильмы
- Sailor Moon R: The Movie (Минако Айно/Сейлор Венера)
- Sailor Moon S: The Movie (Минако Айно/Сейлор Венера)
- Sailor Moon SuperS: The Movie (Минако Айно/Сейлор Венера)

### Дублирование
- Captain Planet and the Planeteers (Линка)
- Лара Крофт — расхитительница гробниц: Колыбель жизни (Лара Крофт)
- Street Fighter (Chun-Li)

### Игры
- Final Fantasy XII (Фран)